# Tag des Herrn
Der Tag des Herrn ist eine Redewendung, die im hebräischen Denken, im Alten und im Neuen Testament, in der Kirchengeschichte und in der deutschen Poetik jeweils eine besonders qualifizierte Zeitspanne beschreibt. Im Christentum bedeutet er einerseits den Sonntag (dies dominica), andererseits (ebenso wie im Judentum) den Zeitpunkt einiger in der biblischen Prophetie angesprochenen Ereignisse göttlichen Eingreifens.

## Hebräische Bibel und Judentum
„Tag des Herrn“ (hebräisch יום יהוה jom JHWH) bezeichnet im Alten Testament eine von den Propheten angekündigte Zeit des Eintreffens damit verbundener, vorhergesagter Ereignisse göttlichen Gerichtes, das sowohl Vernichtung und Verwüstung als auch Gerechtigkeit für den Gottesfürchtigen mit sich bringt (zum Beispiel Jes 2,12 ; 13,6.9 ; Mal 3,19–21 ).
Er wird deshalb auch als
- Tag der Rache (Jes 34,8 EU; 61,2 EU; 63,4 EU; Jer 46,10 EU),
- Tag des Grimms (Hes 7,19 EU; Zef 1,15.18 EU) oder
- Tag des Zorns (Jes 13,6-13 EU; Ps 110,5 EU; Klgl 2,1 EU; 2,21.22 EU) bzw.
- Zornestag des Herrn (Zef 2,2–3 EU)

bezeichnet.
Dieser Tag wird auch synonym als
- Tag der Finsternis und der Dunkelheit (Am 5,20 EU; Joel 2,2 EU; Zef 1,15 EU), als
- Tag der Not und der Bedrängnis (Zef 1,15 EU), als
- Tag des Verwüstens und der Verwüstung (Zef 1,15 EU), als
- Tag des Horns und des Kampfgeschreis (Zef 1,16 EU) und als
- Tag des Gewölks (Hes 30,3 EU; 34,12 EU; Joel 2,2 EU; Zef 1,15 EU)

beschrieben.
An vielen Stellen des Alten Testamentes wird er lediglich
- „jener Tag“ und „an jenem Tag“ (ביום ההוא bajom hahu, zum Beispiel Jes 2,17.20 EU) oder auch
- „der Tag“ (יום jom, zum Beispiel Klgl 1,21 EU; Hes 30,2 EU)

genannt, wobei die Formel im Zusammenhang mit einem klaren „Tag JHWHs“-Beleg stehen muss, um mit herangezogen zuwerden.
Manche sehen in der Eroberung Jerusalems durch Nebukadnezar II. (um 587 v. Chr.) eine Erfüllung der für diesen Tag vorausgesagten Ereignisse, doch die nach dieser Eroberung verfassten, späteren Schriften des Alten Testamentes beschreiben den Tag des Herrn als eine seinerzeit noch nicht erfüllte, zukünftige Zeit (zum Beispiel Sach 13,1 ; 14,1.9 ; Mal 3,2 ; 3,23 ).
Die in Hesekiel 34,12–13  erwähnte weltweite Sammlung und Rückführung der am „Tag des Gewölks“ (= Tag des Herrn, siehe Hes 30,3 ; Joel 2,2  und Zef 1,15 ) zerstreuten Israeliten in ihr Land weist ebenfalls auf ein seinerzeit noch nicht eingetretenes Ereignis dieses unvergleichlich großen Tages (Jer 30,7 ) der alttestamentlichen Prophetie.
Das Alte Testament endet daher mit einer Prophetie über den noch nicht gekommenen großen und furchtbaren Tag des Herrn (Mal 3,23 ).

## Neues Testament
Im Neuen Testament bezeichnet Tag des Herrn (altgriechisch κυριακὴ ἡμέρα kyriake hemera) ebenfalls eine besonders qualifizierte Zeitspanne mit besonderen Ereignissen der biblischen Prophetie (Apg 2,20 ; 1 Thess 5,2 ; 2 Thess 2,2 ; 2 Petr 3,10 ). Auch die Verfasser des Neuen Testamentes gingen davon aus, dass der Tag des Herrn seinerzeit noch zu erwarten war.
Auch hier wird er bisweilen nur
- „jener Tag“ (Lk 17,31 EU; 21,34 EU; 2 Thess 1,10 EU; 2 Tim 1,12.18 EU; 4,8 EU u. a.) oder einfach
- „der Tag“ (Apg 17,31 EU; Röm 2,16 EU; 13,12 EU; 1 Kor 3,13 EU; 1 Thess 5,4.5.8 EU; Hebr 10,25 EU; 2 Petr 1,19 EU)

genannt.
Andere Namen, die weitere Aspekte des Wesens dieses Tages zeigen, sind:
- großer Tag (Jud ,6 EU),
- Tag Gottes (2 Petr 3,12 EU; Offb 16,14 EU),
- Tag des Gerichts (Mt 10,15 EU; 11,22.24 EU; 12,36 EU; 2 Petr 2,9 EU; 3,7 EU; 1 Joh 4,17 EU),
- Tag des Zorns (Röm 2,5 EU),
- Tag der Offenbarung des Gerichtes (Röm 2,5 EU).

### Jesus und die Evangelien
Johannes lässt Jesus den Tag auch als „meinen“ Tag (Joh 8,56 ) bezeichnen, was den Tag des Herrn als ein freudiges Ereignis qualifiziert. Im Lukas-Evangelium ist es der „Tag des Menschensohnes“ (Lk 17,24 ), der auch dort als „sein Tag“ (Lk 17,24 ) bezeichnet wird; er soll von apokalyptischen Licht- und Theophaniephänomenen begleitet sein.

### Paulus
Paulus bezeichnet den Tag des Herrn (1 Thess 5,2 ; 2 Thess 2,2 ) auch als
- Tag des Herrn Jesus Christus (1 Kor 1,8 EU; 5,5 EU; 2 Kor 1,14 EU) bzw. als
- Tag Christi (Phil 1,6 EU; 1,10 EU; 2,16 EU).

### Johannes
Auch der Apostel Johannes hebt die Tatsache hervor, dass dieser Tag dem Herrn (Jesus Christus) gehört (Offb 1,10 ).

### Petrus
Im Rahmen von Petrus’ Pfingstpredigt wird in Apg 2,20  der alttestamentliche Prophet Joel zitiert; dabei wird Joels Aussage dahingehend verändert, dass über den Tag des Herrn gesagt wird, er sein „groß und herrlich“, während im Joelbuch von „groß und furchtbar“ gesprochen wurde. Das zeigt, dass dieser Tag sowohl dunkle (furchtbare) als auch helle (herrliche) Phasen hat.

### Offenbarung
In der Offenbarung des Johannes (Offb 1,10 ) wird der Ausdruck vom Verfasser im Rahmen seiner einleitenden Orts- und Zeitangabe der Visionen erstmals auf den Sonntag als wiederkehrenden Wochentag bezogen.

## Frühe Kirche
In frühkirchlicher Zeit bezeichnete „Tag des Herrn“ (griechisch: kyriake hemera) bzw. „Herrentag“ neben der in der Bibel überwiegenden Bedeutung mehr und mehr den Sonntag als Auferstehungstag Christi. Das Wort lebt in allen romanischen Sprachen fort (italienisch Domenica von lateinisch (dies) Dominica, spanisch und portugiesisch Domingo von lat. „(dies) dominicus“, französisch Dimanche von ebenfalls lateinisch di(es do)minicus).

## In der deutschen Poesie
Tag des Herrn lautet der Anfang eines sprichwörtlich gewordenen Gedichtes des deutschen Dichters Ludwig Uhland, das Schäferidylle und Ruhe repräsentiert. Es ist überschrieben mit dem Titel Schäfers Sonntagslied. Dessen berühmt gewordene erste Zeile lautet:
Das ist der Tag des Herrn!

Ich bin allein auf weiter Flur;

Noch eine Morgenglocke nur

Nun Stille nah und fern. (…)
Ebenso endet dieses Gedicht.